# Fredrik Ridderbjelke
Fredrik Gustaf Magnus Ridderbjelke (i riksdagen kallad Ridderbjelke i Uppsala, senare Ridderbjelke i Marielund och Ridderbjelke i Stockholm), född 25 mars 1848 i Danmarks församling, Uppsala län, död 15 februari 1913 i Engelbrekts församling, Stockholms stad, var en svensk militär, godsägare och riksdagsman.
Ridderbjelke började läsa vid Krigsskolan 1864 och tog officersexamen 1869, och blev underlöjtnant vid Värmlands fältjägarregemente. 1878 blev han löjtnant och 1888 löjtnant i reserven. Ridderbjelke blev kapten i Värmlands fältjägarregementes reserv 1889 och tog slutligen avsked 1892. Ridderbjelke var delägare och disponent till Marielunds gods. Som riksdagsman var han ledamot av riksdagens första kammare 1897–1905 och 1907–1911, invald i Uppsala läns valkrets. I riksdagen skrev ha 3 egna motioner, om ökning av antalet värnpliktsdagar, indelt manskaps rätt till pension efter 20 års tjänstetid och utsträckning av värnpliktstjänstgöringstiden för studenter (1904).